# Херман Емингхаус
Херман Емингхаус (на немски: Hermann Emminghaus) е немски психиатър, пионер в детската и юношеската психология и основател на психопатология на развитието.

## Биография
Роден е на 20 май 1845 година във Ваймар, Германия. Изучава медицина в Университета в Гьотинген и Йена и през 1869 година получава доктората си. След това е асистент при Карл Герхард (1833 – 1902), който е директор на Медицинската клиника в Йена. От 1874 до 1880 година работи във Вюрцбургския университет, където е асистент на Франц фон Ринекер (1811 – 1883).
През 1880 година Емингхаус е назначен за първия директор на психиатрията в Университета в Дорпат. Когато напуска Дорпат мястото му е заето от Емил Крепелин (1856 – 1926). През 1886 година Емингхаус става професор по психиатрия във Фрайбургския университет, където създава нова схема за лечение на душевноболни пациенти.

## Избрани публикации
- Über hysterisches Irresein: Ein Beitrag zur Pathogenese der Geisteskrankheiten (dissertation University of Jena) 1870.
- Allgemeine Psychopathologie zur Einführung in das Studium der Geistesstörungen, 1878.
- Über den Werth des klinischen Unterrichts in der Psychiatrie, Dorpat 1881.
- Die psychischen Störungen des Kindesalters in: Gerhardt's „Handbuch der Kinderkrankheiten“, Bd. VIII, Tübingen 1887.